# Max Keebles stora flytt
Max Keebles stora flytt (engelska: Max Keeble's Big Move) är en amerikansk komedifilm från 2001 i regi av Tim Hill, med manus skrivet av David L. Watts, Jonathan Bernstein, Mark Blackwell och James Greer. Filmen hade amerikansk biopremiär den 5 oktober 2001, medan den i Sverige har gått att se på TV-kanalen Disney Channel. I huvudrollen som Max Keeble syns Alex D. Linz, tillsammans med bland andra Larry Miller, Jamie Kennedy, Nora Dunn, och Robert Carradine.

## Handling
Filmens handling kretsar kring mellanstadiekillen Max Keeble, som precis har börjat på en helt ny skola, när hans föräldrar helt plötsligt kommer med nyheten, att hela familjen ska flytta till en helt ny stad. I och med nyheterna kring familjens kommande flytt, bestämmer sig Max för att ge igen mot sina tidigare största mobbare/rivaler, under de tre sista dagarna han har kvar på sin gamla skola.

## Rollista (i urval)
| Alex D. Linz      | – Max Keeble                   |
| Larry Miller      | – Rektor Elliot T. Jindrake    |
| Jamie Kennedy     | – Den elaka glassgubben        |
| Nora Dunn         | – Lily Keeble                  |
| Robert Carradine  | – Donald Keeble                |
| Josh Peck         | – Robe                         |
| Zena Grey         | – Megan                        |
| Noel Fisher       | – Troy McGinty                 |
| Orlando Brown     | – Dobbs                        |
| Brooke Anne Smith | – Jenna                        |
| Myra Ambriz       | – Chelsea                      |
| Justin Berfield   | – Bildtextförfattare           |
| Clifton Davis     | – Bobby "Crazy Legs" Knebworth |
| Amy Hill          | – Ms. Phyllis Rangoon          |
| Amber Valletta    | – Ms. Nicole Dingman           |
| Dennis Haskins    | – Mr. Kohls                    |
| Chely Wright      | – Mrs. Styles                  |